# Агарков Георгій Борисович
Георгій Борисович Агарков (14 квітня 1922, Київ — 29 вересня 1988, Мурманськ) — український лікар, доктор медичних наук (з 1964 року), професор (з 1972 року).

## Життєпис
Народився 14 квітня 1922 року в Києві. У 1949 році закінчив Київський медичний інститут, де відтоді й працював до 1965 року викладачем, професором кафедри анатомії. З 1965 року — в Інституті зоології АН УРСР: старший науковий співробітник, у 1969–1988 роках — завідувач відділу функціональної морфології водяних тварин та гідробіоніки.
Помер 29 вересня 1988 року у Мурманську. Похований в Києві на Байковому кладовищі.

## Праці
Автор праць, присвячених проблемам морфології й гідробіоніки, філософським питанням природознавства. Серед них:
- Реактивні зміни нервового апарату надниркових залоз при вагітності // ПАГ. 1960. № 3;
- До питання про іннервацію парагангліїв та інтерреналових тілець черевної порожнини людини // Доп. АН УРСР. 1961. № 4;
- Нервный аппарат надпочечных желез. Москва, 1964;
- Морфология дельфинов. Київ, 1974 (у співавторстві);
- Функциональная морфология китообразных. Київ, 1979;
- Морфо-функциональный анализ церебральной системы принятия решений у позвоночных. Київ, 1986 (у співавторстві).